# Gogolá

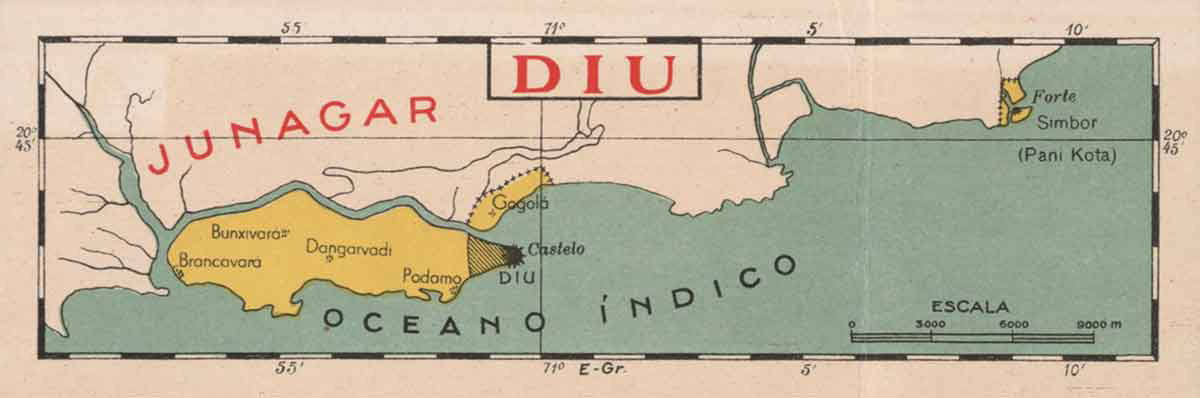
Mapa de Diu, con la localización de Gogolá

Gogolá es una ciudad del distrito de Diu, en el territorio de la Unión de Dadra y Nagar Haveli y Damán y Diu, en India. Es un enclave continental ubicado en la península del mismo nombre.
Este enclave formó parte de la India portuguesa, bajo control del imperio portugués, desde 1510 hasta 1961. Antes de la independencia de la India en 1947 del imperio británico, esta ciudad se mantuvo bajo la soberanía portuguesa, junto a otros territorios como Goa, Damán, Diu, y Dadra y Nagar Haveli, terminando así, tras cuatro siglos y medio, del Estado portugués de la India.